# Mesoleptus comptus
Mesoleptus comptus là một loài tò vò trong họ Ichneumonidae.